# Мохамед Ріфнас
Мохамед Кассім Ріфнас (нар. 9 січня 1995) — ланкіський футболіст, півзахисник клубу «Коломбо». Здатний грати як на оборону, так і на атаку своєї команди.

## Клубна кар'єра
Ріфнас розпочав кар'єру футболіста ще в підлітковому віці в ФК «Коломбо» у 2011 році й допоміг команді вийти з Дивізіону 1 до Ліги чемпіонів. Під час виступів за «Коломбо» зарекомендував себе як один з найперспективніших молодих гравців Південної Азії. Після цього допоміг своїй команді вийти до фіналу кубку країни. СК «Реновн» з Прем'єр-ліги Шрі-Ланки доклав чимоало зусиль, щоб підписати «Золотого хлопчика», де приєднався до свого старшого брата у зірковій команді. Протягом одного сезону він, його брат Різні та Фазул Рахман утворили забезпечували надійність півзахисту команди. Завдяки цьому Мохамед двічі отримував «Золоту бутсу». 28 березня 2018 року офіційного оголосили, що Ріфнас офіційно перейшов у рідний клуб з Коломбо, після того, як розповсюдилися чутки про його продаж до ФК «Коломбо».

## Кар'єра в збірній
Ріфнас дебютував за збірну Шрі-Ланки 26 серпня 2014 року проти Сейшельських островів і навіть відзначився дебютним голом за національну команду на 78-й хвилині. Цей гол виявився переможним для Шрі-Ланки (2:1). Виступав за національну команду на Кубку Південної Азії 2015 року, де був обраний одним з найкращих молодих гравців. На цьому турнірі на 5-й хвилині другого тайму поєдинку проти Непалу відзначився голом. Шрі-Ланка перемогла з рахунком 1:0.

### Голи за збірну
Рахунок та результат збірної Шрі-Ланки знаходиться на першому місці
| 1. | 26 серпня 2014 | Стад Лінет, Вікторія, Сейшельські Острови          | Сейшельські Острови | 2–1 | 2–1 | Товариський               |                                  |                                  |                                  |                                  |                                  |                                  |                                  |
| 2. | 23 грудня 2015 | Міжнародний стадіон Трівандрум, Каріаваттом, Індія | Непал               | 1–0 | 1–0 | Кубок Південної Азії 2015 |                                  |                                  |                                  |                                  |                                  |                                  |                                  |
| 3. | 25 грудня 2015 | Міжнародний стадіон Трівандрум, Каріаваттом, Індія | Індія               | 2–1 | 2–1 | Кубок Південної Азії 2015 | Останнє оновлення 24 грудня 2015 | Останнє оновлення 24 грудня 2015 | Останнє оновлення 24 грудня 2015 | Останнє оновлення 24 грудня 2015 | Останнє оновлення 24 грудня 2015 | Останнє оновлення 24 грудня 2015 | Останнє оновлення 24 грудня 2015 |

## Статистика

### Міжнародні
Станом на 23 грудня 2015
| національна збірна Шрі-Ланки | національна збірна Шрі-Ланки | національна збірна Шрі-Ланки |
| Рік                          | Матчі                        | Голи                         |
| ---------------------------- | ---------------------------- | ---------------------------- |
| 2014                         | 4                            | 1                            |
| 2015                         | 4                            | 2                            |
| Загалом                      | 8                            | 3                            |